# Petteri Rimpinen
Petteri Rimpinen (25. dubna 2006, Kirkkonummi, Finsko) je finský hokejový brankář. Hraje ve finské lize za Kiekko-Espoo. V Liize debutoval v úvodním kole základní části 10. září 2024 v zápase proti Helsinky IFK. Zúčastnil se mistrovství světa juniorů. 